# 19º Jamboree mondiale dello scautismo
Il 19º Jamboree mondiale dello scautismo si è svolto in Cile - per la prima volta nel continente sudamericano - in un sito di 7400 acri sulle colline ai piedi delle Ande a circa 60 km a sud della capitale Santiago del Cile. Per 11 giorni, dal 27 dicembre 1998 al 6 gennaio 1999  circa 31 000 scout e capi da quasi tutte le associazioni scout del mondo si sono trovati per una festa di amicizia e spirito scout.
Il motto del Jamboree è stato "Costruire la pace insieme". Il programma prevedeva intere giornate di attività da svolgersi in pattuglia.
Alla cerimonia di apertura furono presenti gli Inti-Illimani, che presentarono il loro album La rosa de los vientos, contenente tutte canzoni scritte apposta per il Jamboree.

## Attività del campo
- Il Global Development Village, con esibizioni e workshops su scienza e tecnologia, espressioni culturali e artistiche, temi ambientali, pace, internazionalismo e dialogo interreligioso.
- Un percorso a torneo con sfide a livello fisico e giochi tipici di tutte le Americhe.
- Un giorno di servizio comunitario in un villaggio vicino.
- Un hike notturno attraverso un sito di 5700 acri nella campagna aspra e desertica.
- Un giorno di visita ad una fattoria, un'azienda agricola o un'attività folkloristica a Rancagua, la capitale della regione.